# Le Petit Chien
Le Petit Chien ou Petit Chien et Minet, ou Balanel au Québec (Bălănel şi Miaunel) est une série télévisée d'animation roumaine en soixante épisodes de 8 minutes, diffusée de 1974 à 1982 sur TVR1.
En France, la série a été télédiffusée pour la première fois le 27 octobre 1980 sur TF1 dans l’émission Croque Vacances. Elle a été rediffusée en 1980 et 1981 sur FR3 (FR3 Jeunesse) puis en 1986 sur FR3 (FR3 Jeunesse). Au Québec, elle apparaît dans le télé-horaire à partir du 4 décembre 1989 sur Canal Famille sous le titre Balanel dans une case de 30 minutes.
Ayant remporté un grand succès dans de nombreux pays, Le Petit Chien a eu droit en 1979 à une série dérivée intitulée Tom et le Vilain Chat et dont le chat gris, « ennemi » de Balanel et Miaunel, est le héros.

## Synopsis
Un petit chien et un chat sont les meilleurs amis du monde. Ils ignorent les conflits qui règnent habituellement entre chats et chiens. Le petit chien aime à défendre les plus faibles contre les méchants. Mais un vilain chat gris trouble la tranquillité de nos deux petits héros…

## Liste des épisodes
1. Le Petit Chien et le Petit Géant
2. Le Petit Chien à la chasse
3. Le Petit Chien sur une piste
4. Le Petit Chien et les Ballons magiques
5. Le Pavé
6. Le Nœud papillon
7. Le Petit Chien et les Galettes
8. Le Petit Chien à la pêche
9. Le Petit Chien et les Souris
10. Le Petit Chien et les Melons
11. Le Tout-petit
12. Le Petit Chien dans le parc
13. Le Petit Chien fait du ski

## Commentaire
Dans les années 1970 et 1980, la télévision française a diffusé plusieurs productions en provenance de ce qu'on appelait alors, du temps du communisme, les pays de l'Est. Parmi les dessins animés figuraient notamment :
- Professeur Balthazar (Croatie)
- L’Oiseau et le Vermisseau (Croatie)
- Bolek et Lolek (Pologne)
- Reksio (Pologne)
- Barnabulle ou aventures sous-marines (Hongrie)
- Aventures sous-marines (Roumanie)
- Les Aventures du chat Léopold	(ex-URSS)
- Attends un peu ! (ex-URSS)
- Zora la rousse (ex-Yougoslavie, Allemagne, Suisse), etc.

## Produits dérivés (France)

### VHS / DVD
Des K7 VHS ont été commercialisées, sous le titre de Balanel et Miaunel.